# Espèce rare

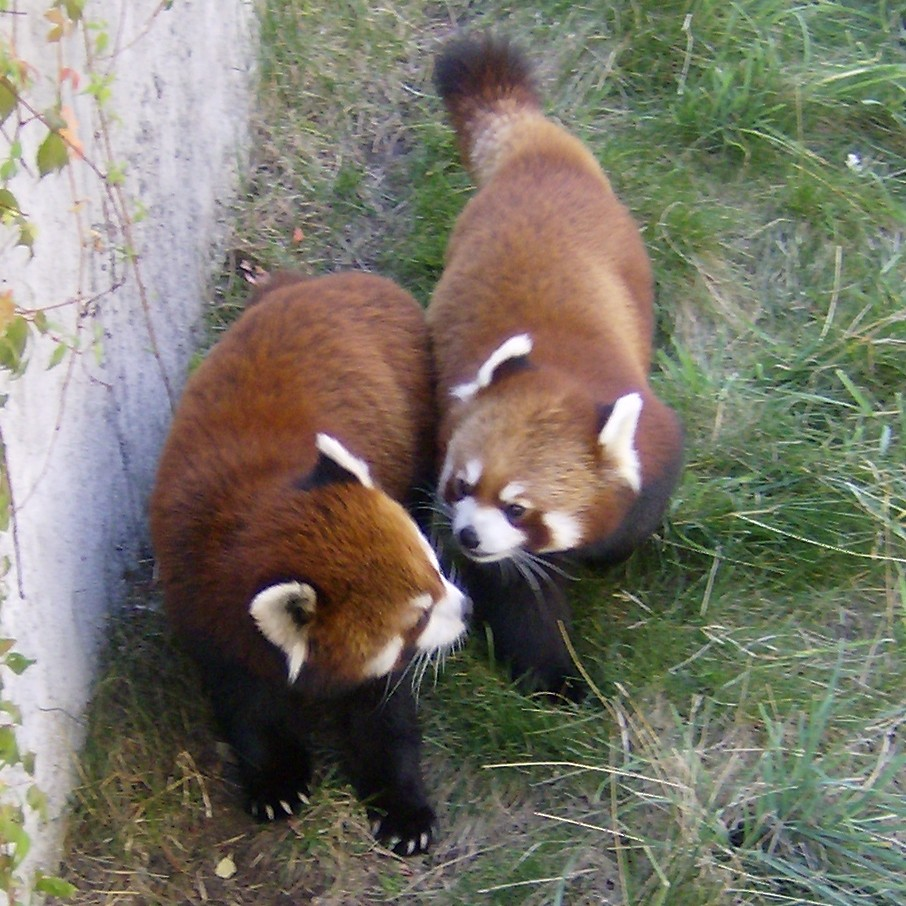
Deux pandas rouge.

Une espèce rare est une espèce dont le nombre d'individus est très bas. Cette désignation peut être appliquée à un taxon végétal ou animal et est distincte du terme en danger, en voie de disparition ou menacé. La désignation d'une espèce rare peut être faite par un organisme officiel, tel qu'un gouvernement national ou une région. Le terme apparaît le plus souvent sans référence à des critères spécifiques. L'UICN n'effectue normalement pas de telles désignations, mais peut utiliser ce terme dans le cadre de discussions scientifiques.

## Critères
Les espèces rares sont des espèces à petites populations, généralement moins de 10 000 individus. Les espèces rares sont souvent considérées comme menacées car les critères de la liste rouge de l'UICN comportent des indicateurs d'effectifs,,. Une population de petite taille a moins de chances de se remettre de catastrophes écologiques, à cause de l'effet de goulet d'étranglement : perte de diversité génétique, consanguinité. La petite taille d'une aire de répartition endémique ou un habitat fragmenté influence également sur la désignation,. Près de 75% des espèces connues peuvent être classées comme rares.
Une espèce peut être menacée ou vulnérable, mais ne pas être considérée comme rare si elle a une population importante et dispersée. 

## Quelques espèces rares
| Nom commun                       | Nom scientifique             | État de conservation    | Population                | Répartition mondiale                                   |
| -------------------------------- | ---------------------------- | ----------------------- | ------------------------- | ------------------------------------------------------ |
| Panda géant                      | Ailuropoda melanoleuca       | Vulnérable              | 1 000 à 3 000             | Chine                                                  |
| Chameau sauvage de Tartarie      | Camelus ferus                | Danger critique         | 950                       | Kazakhstan / Chine du Nord-Ouest/ Mongolie méridionale |
| Guépard                          | Acinonyx jubatus             | Vulnérable              | 7 000 à 10 000            | Afrique / Asie du Sud-Ouest                            |
| Condor de Californie             | Gymnogyps californianus      | Danger critique         | 446                       | Amérique du Nord Ouest                                 |
| Hocco mitou                      | Mitu mitu                    | Éteint à l'état sauvage | 130 (en captivité)        | Nord-est du Brésil                                     |
| Aigle des singes                 | Pithecophaga jefferyi        | Danger critique         | 200 couples reproducteurs | Est de Luzon, Samar, Leyte et Mindanao                 |
| Nilssonia nigricans              | Nilssonia nigricans          | Éteint à l'état sauvage | 150 à 300 (en captivité)  | Sanctuaire du Sultan Bayazid Bastami à Chittagong      |
| Pilosocereus robinii             | Pilosocereus robinii         | Danger critique         | 7 à 15                    | Florida Keys, Mexique, Porto Rico                      |
| Kakapo                           | Strigops habroptilus         | Danger critique         | 149                       | Nouvelle-Zélande                                       |
| Dauphin de Maui                  | Cephalorhynchus hectori maui | Danger critique         | 55                        | Nouvelle-Zélande                                       |
| Vaquita ou Marsouin du Pacifique | Phocoena sinus               | Danger critique         | 12                        | Golfe de Californie (Mexique)                          |
| Ours de Gobi                     | Ursus arctos gobiensis       | Danger critique         | 22                        | Désert de Gobi (Mongolie)                              |

## Lecture complémentaire
- Gorbunov, Y. N., Dzybov, D. S., Kuzmin, Z. E. and Smirnov, I. A. 2008. Methodological recommendations for botanic gardens on the reintroduction of rare and threatened plants. Botanic Gardens Conservation International (BGCI).